# Nanso Group Oy
Nanso Group Oy — одна из крупнейших финских текстильных компаний, основанная в 1921 году в городе Нокиа в Финляндии.
В 2016 году завод в Торнио, а также торговые марки Norlyn, Amar, Finnwear и Black Horse были проданы норвежской компании Orkla через её дочернее предприятие Pierre Robert Group.
На 2016 год в ведении Nanso Group остались две торговые марки — Nanso и Vogue.